# Pasadena Roof Orchestra

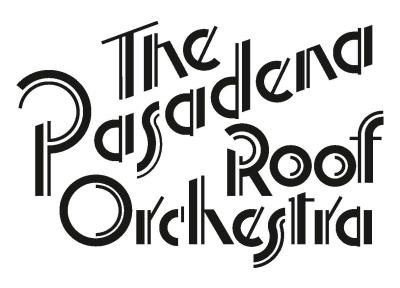
Logo du Pasadena Roof Orchestra.

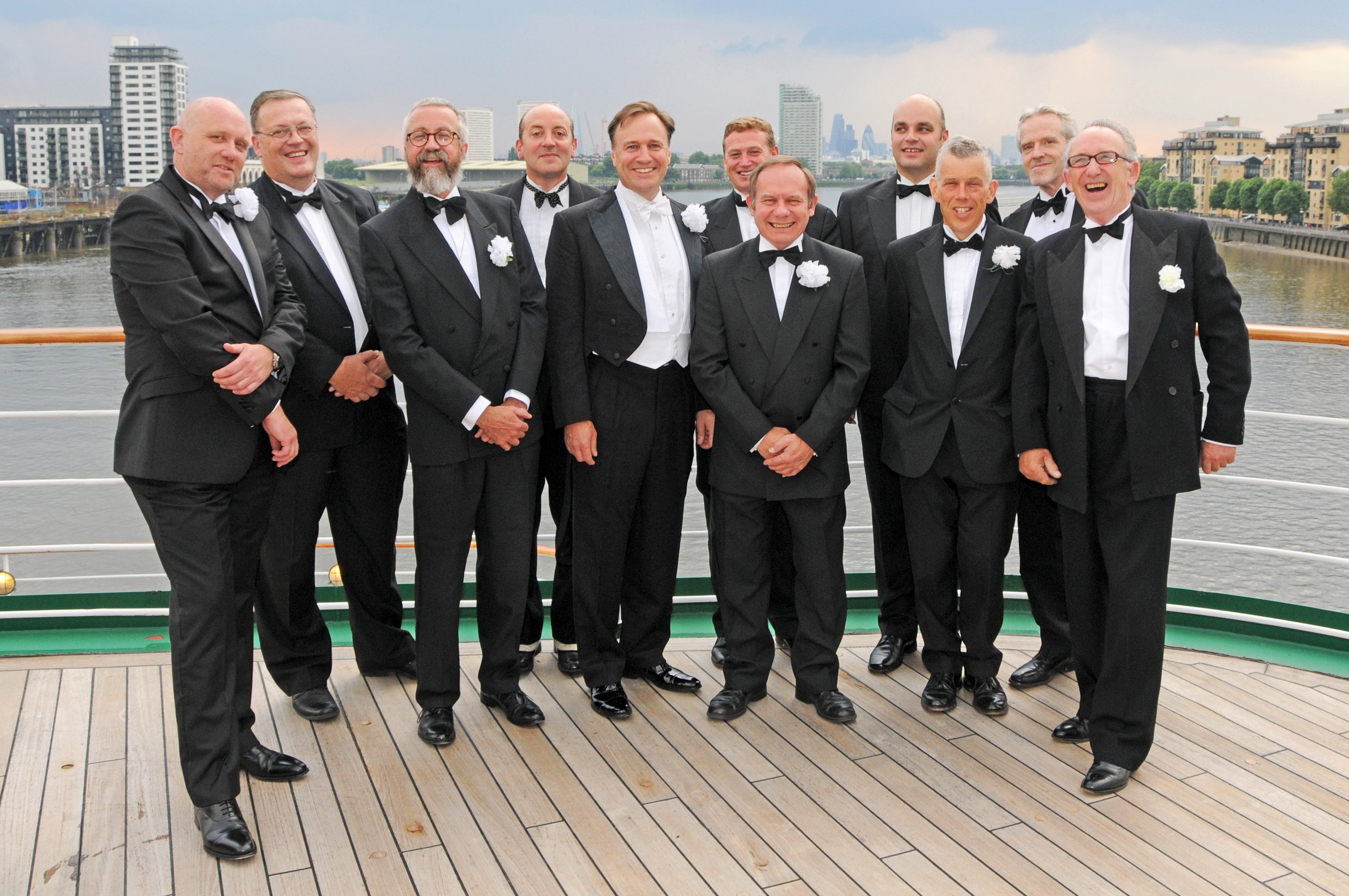
The Pasadena Roof Orchestra, 2014.

Le Pasadena Roof Orchestra (PRO) est un groupe de musique de Manchester (Royaume-Uni), créé en novembre 1969 par le bassiste John Arthy et spécialisé dans le jazz et le swing des années 1920 et 1930, même si leur répertoire est beaucoup plus large.
Le premier chanteur du groupe était John « Pazz » Parry. Le premier album des PRO a été enregistré en 1974 et est sorti en 1975. Ses membres ont constamment changé depuis sa création. Lors du départ de John Arty en 1997, il a été remplacé par Duncan Galloway.